# 清漆
清漆（又名光油、凡立水，為英文varnish的音譯）是一種透明、堅硬的保護性塗層或薄膜，不可與木材染色劑混淆。由於製造過程和所用材料的關係，清漆通常帶有淡黃色調，但也可根據需求添加顏料。市面上銷售的清漆有多種色調可供選擇。
清漆主要用作木材飾面，無論木材是否染色，清漆都能突顯木材獨特的色調與紋理。清漆飾面天然具有光澤，但也有半光、啞光等不同光澤度可選。

## 歷史
早期清漆是將樹脂（如松脂）與溶劑混合後用刷子塗抹，以達到類似現代清漆的金黃色硬化效果。古埃及已掌握這項技術。東亞和南亞歷史中也有清漆使用的記載，古印度、中國與古日本很早就發展出漆器工藝（一種清漆應用）。唐朝曾通過中世紀化學實驗製作用於衣物和武器的清漆，包括潛水員絲質衣物的防水塗層、青銅鏡拋光劑等複雜配方。
清漆的英文「varnish」一詞源自中世紀拉丁語「vernix」，意為芳香樹脂，可能源於中古希臘語「berōnikón」或「beroníkē」，指琥珀或琥珀色玻璃。 一種錯誤的詞源學將該詞追溯至古希臘「貝勒尼基」（Berenice），即今利比亞班加西的古稱，據稱地中海地區最早使用的清漆和已消失森林的樹脂交易皆源於此。

## 安全注意
由於易燃性，許多清漆和乾性油的產品容器會標註儲存與處置的安全警示。這些材料不僅易燃，塗抹工具也可能自燃。多數清漆含有植物性油（如亞麻籽油）、合成油（如聚氨酯）或樹脂作為黏合劑，並與有機溶劑混合，液態時具易燃性。所有乾性油、部分醇酸樹脂（包括油漆）及許多聚氨酯在固化過程中會產生放熱反應。因此，沾油的抹布或紙張若未妥善處理，可能悶燒甚至數小時後起火。製造商通常會標註塗抹工具的處理方式，例如置於裝水容器中棄置。

## 清漆成分
傳統清漆由乾性油、樹脂、稀釋劑或溶劑加上金屬催乾劑組成。但不同類型的清漆成分各異。塗抹後，清漆中的成膜物質會隨溶劑完全揮發直接硬化，或通過固化過程（主要是油與空氣中氧氣的自氧化反應及成分間的化學反應）逐步硬化。
樹脂清漆通過溶劑揮發快速乾燥硬化；壓克力和水性清漆雖因水分蒸發而乾燥，但需更長時間讓乳膠粒子吸收的有機溶劑揮發並完成化學固化。油性、聚氨酯和環氧樹脂清漆即使溶劑揮發後仍保持液態，但會迅速經歷從液態/黏稠、黏膩、乾黏到觸感乾燥直至硬化的過程。
環境因素如溫濕度對清漆乾燥和固化時間影響很大。傳統清漆的固化速度取決於油的種類及油樹脂比例。所有清漆的乾燥時間均可透過陽光、紫外線或加熱等能源加速。

### 乾性油
常見乾性油包括亞麻籽油、桐油和核桃油，富含多元不飽和脂肪酸，通過與空氣中氧氣的放熱反應固化。最初「清漆」僅指完全由樹脂溶解於乙醇或松節油製成的飾面，其固化速度遠快於油性飾面（溶劑揮發即基本固化）。未處理的「生油」可能需要數週至數月才能固化，而現代煮沸或部分聚合的乾性油添加催乾劑後可在24小時內固化。但固化過程的某些無毒副產物會在油膜乾燥後持續釋放較長時間。傳統上常將乾性油與樹脂混合以結合兩者優點。

### 樹脂
清漆可使用多種天然或合成樹脂。天然樹脂包括琥珀、考里樹脂、達瑪樹脂、柯巴樹脂、松香、山達脂、香脂、欖香脂、乳香和蟲膠；合成樹脂則有壓克力、醇酸樹脂或聚氨酯。某些清漆配方甚至不含樹脂，僅靠乾性油即可達到效果。

### 溶劑
最初使用松節油或乙醇溶解樹脂並稀釋乾性油。石油蒸餾物發明後，出現松節油替代品如礦物油精、油漆稀釋劑等。現代合成清漆可能改用水作為溶劑。

## 類型

### 小提琴用

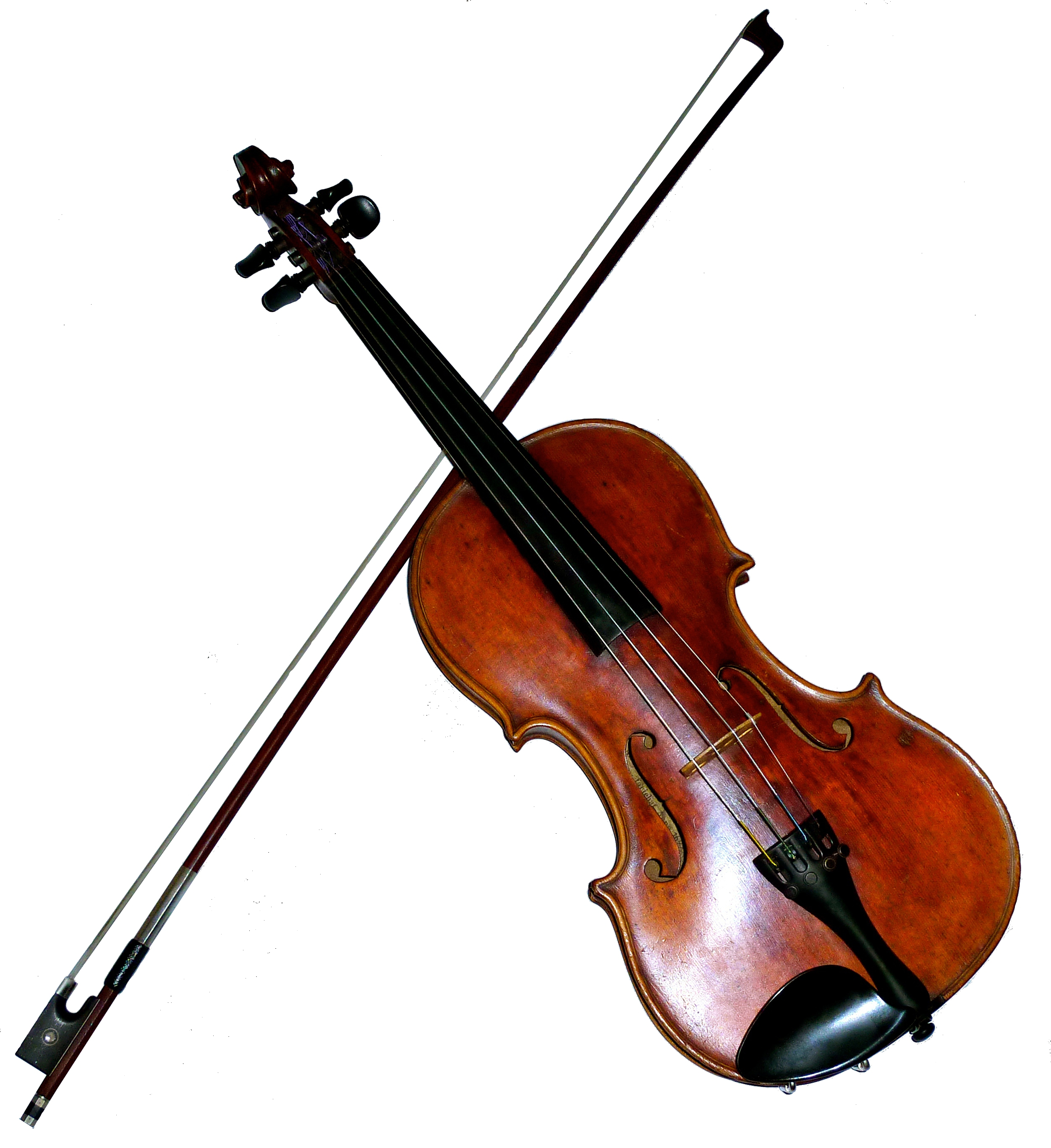
塗抹清漆的小提琴

小提琴上漆是多步驟過程，可能包括：底漆、封閉劑、底層、色漆和透明面漆。有些系統使用下述乾性油清漆，其他則使用酒精溶解樹脂製成的「揮發性清漆」。修復時僅使用溶劑型清漆。
乾性油（如核桃油或亞麻籽油）可與琥珀、柯巴樹脂、松香等混合。傳統油需烹煮或曝曬處理，現代聚合油則透過隔氧加熱製成。精製樹脂有時以半透明固體形式存在，需加熱「熔解」。將稠化油與樹脂共煮後，遠離火源以松節油稀釋成可塗刷的溶液。小提琴清漆配方多樣，某些備受推崇的古法配方會因成分不相容出現裂紋等缺陷。
部分上漆系統使用蛋清阿拉伯膠混合劑（vernice bianca）作為封閉劑或底層。證據顯示某些底層摻入細礦物粉（可能為火山灰）。18世紀晚期的小提琴曾用牛血創造深紅色澤，如今這類清漆會褪色為暖調深橙。

### 樹脂清漆
多數樹脂清漆由天然植物/昆蟲分泌物溶解於溶劑製成，稱為「揮發性清漆」。溶劑可以是乙醇、松節油或石油溶劑。某些樹脂可同時溶於酒精和松節油，石油溶劑通常可替代松節油。所用樹脂包括琥珀、達瑪樹脂、柯巴樹脂、松香、山達脂、欖香脂、安息香、乳香、香脂、蟲膠及各類生漆。
合成樹脂如酚醛樹脂可作為某些清漆和油漆的次要成分。
數世紀來，許多配方結合樹脂、油和蠟等材料，據信能為樂器賦予特殊音質，因此成為嚴守的秘方。不同成分的交互作用難以預測或複製，故專業上漆師傅極為珍貴。

### 蟲膠清漆
蟲膠是廣泛使用的單組分酒精溶性樹脂清漆，不適用於戶外或常接觸水（如水槽周圍）的表面。蟲膠源自雌性膠蚧昆蟲（紫膠蟲）分泌的脆性物質，產於阿薩姆和泰國森林，採集自樹幹上的沉積物。蟲膠是法國拋光劑的基礎，幾個世紀來被視為高級家具的理想飾面。指定「脫蠟」蟲膠經處理去除蠟質後，可作為底漆和打磨封閉劑，用於聚氨酯、醇酸樹脂、油性和壓克力飾面。
市售蟲膠通常分「透明」與「琥珀」（或「橙」）兩類，多為「三磅切」（三磅乾蟲膠溶於一加侖酒精）。專業顏料或木工供應商也提供紅寶石色、黃色等天然色調。乾蟲膠以精製片狀、塊狀或顆粒狀出售。「白色顏料」蟲膠底漆作為快乾內牆「問題解決劑」廣泛零售，能附著多種表面並封閉異味與煙漬。蟲膠清理可使用純酒精或氨類清潔劑。

### 醇酸樹脂清漆
現代商業清漆多採用某種醇酸樹脂形成保護膜，具有良好耐溶劑性、防潮性和抗紫外線能力。醇酸樹脂是化學改性植物油，適應性廣，可通過調整配方加速固化。 通常添加鈷鹽等金屬催乾劑。 高端外用清漆使用高性能油製醇酸樹脂並添加UV吸收劑，提升保光性與耐久性。各類樹脂常與醇酸樹脂混合製成商用「油性」清漆。

### 船用清漆
船用清漆（又稱「船舶清漆」或「遊艇清漆」）最初用於船舶桅杆，保護木材免受海水與氣候侵蝕。桅杆受帆力會彎曲，故需高度防水與彈性以維持附著力。光澤與外觀反屬次要。改良桐油與酚醛樹脂是常見原料。
早期清漆皆缺乏良好UV抗性。即使現代合成樹脂具抗紫外線能力，正宗船用清漆仍以彈性為首要考量，甚至不惜犧牲抗紫外線性能。因此船用清漆未必是無需彎曲的戶外木製品最佳選擇。
儘管如此，「船舶級」的「強韌」形象使戶用清漆也冠以「船用」之名銷售，強調耐候與抗紫外線性能。此宣稱依產品差異或實或虛。直至近年才出現兼具彈性與抗紫外線的船用清漆。

### 乾性油飾面
亞麻與桐油等乾性油雖非嚴格意義的清漆，現代應用中常達到相似效果。

### 聚氨酯清漆

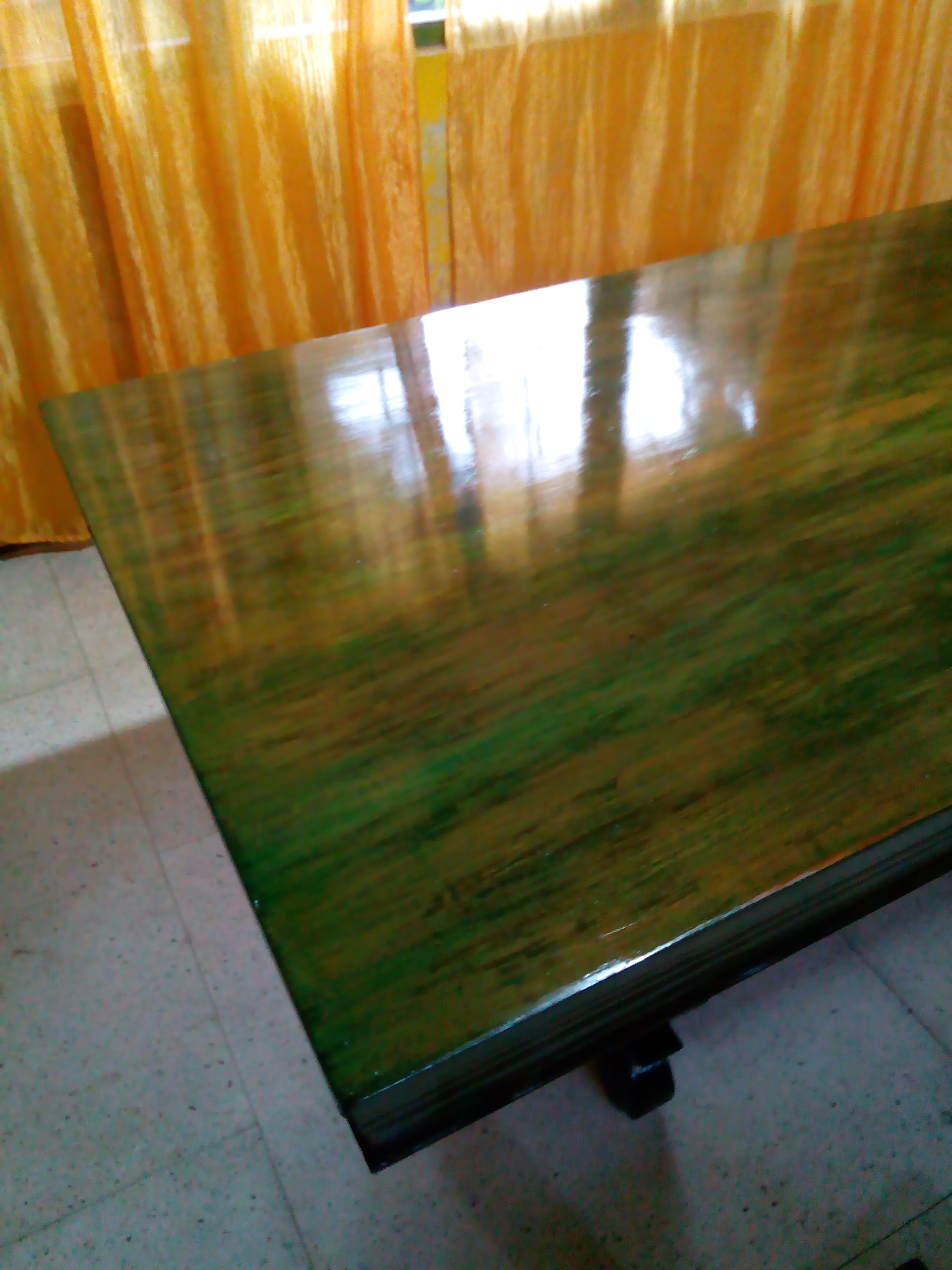
以綠色木材染色劑打底並塗抹三層聚氨酯清漆的桌子

聚氨酯清漆通常形成堅硬、耐磨且持久的塗層，是硬木地板熱門選擇，但部分木工認為不適合家具等精細製品。其硬度與某些醇酸樹脂相當，但膜層更韌。相較單純油性或蟲膠清漆，聚氨酯塗層更硬、更耐衝擊且防水。然而普通聚氨酯厚膜遇熱或衝擊可能剝離，產生白斑。此現象在長期日曬或用於松木等軟木時更明顯，部分歸因於聚氨酯滲透性較差。可採用特定油性清漆、「脫蠟」蟲膠、透明滲透環氧樹脂封閉劑或專用「油改性」聚氨酯作為底漆改善。聚氨酯也缺乏亞麻或桐油的手工打磨光澤，但膜層堆疊速度更快，兩層即可達到油性飾面多次塗抹的效果。聚氨酯亦可塗覆於乾性油飾面，但因油類固化慢、會釋放化學副產物且需接觸氧氣，必須確保油層充分固化後再施工。聚氨酯清漆的缺點是隨時間易黃變，因其羥基與TDI反應生成聚氨酯醇酸樹脂，引入高芳香性導致黃化。
不同於乾性油和醇酸樹脂透過溶劑揮發與氧化反應固化，真正聚氨酯塗層在溶劑揮發後，需依靠原混合物的化學反應或與空氣中水分反應固化。某些聚氨酯產品為「混合型」，結合不同母成分特性。「油改性」聚氨酯（無論水性或溶劑型）是當前最廣泛使用的木地板飾面。
聚氨酯清漆外用可能因紫外線敏感性而劣化。所有透明或半透明清漆及薄膜聚合物塗層（如油漆、染色劑、環氧樹脂、合成塑料等）均不同程度受此影響。油漆中的顏料可防護紫外線傷害。聚氨酯和其他清漆（如船用清漆）雖添加UV吸收劑，但隨2–4年日照強度與時長逐漸失效。水分、濕度、極端溫度等環境因素也會影響所有飾面。

### 生漆
生漆（lacquer）指快乾的溶劑型清漆或塗料，雖詞源相近，不同於蟲膠（shellac），且不溶於酒精。生漆溶於高度易燃的「生漆稀釋劑」（通常含乙酸丁酯和二甲苯或甲苯），需在抽風的噴漆房內噴塗以降低燃燒風險。簡易判別法是：配方適合噴塗的透明木材飾面為生漆，適合刷塗則為清漆。因此絕大多數木製家具使用生漆。生漆不同於其他清漆之處在於可被原溶劑重新溶解，且不會如其他清漆化學固化為固體。

### 壓克力清漆
壓克力樹脂清漆通常是水性飾面，折射率最低且透明度高，抗黃變。壓克力具備水溶性清潔與無溶劑揮發的優點，但滲透性通常不如油性產品，刷塗流平性也可能不及溶劑型清漆。一般具有良好抗紫外線能力。
藝術領域中，清漆能防塵並提供比裸色更硬的表面，有時含抗紫外線劑以保護作品免於褪色。壓克力清漆應塗覆於隔離層（畫作與清漆間的永久保護屏障，建議使用柔軟光澤凝膠介質）上，便於後續去除與維護。此類最終可移除的藝術保護層通常使用礦物油基壓克力清漆，而非水性產品。

### 雙組分環氧樹脂清漆
各類環氧樹脂系統被配製為清漆或地板飾面，使用前需混合兩種組分。 混合比例可能是等體積（1:1），也有2:1、3:1、4:1甚至5:1的商業產品。各組分通常標為A部分和B部分。所有雙組分環氧樹脂皆有可使用時間限制（常為數小時），且高度依賴溫度。水性與溶劑型環氧樹脂皆有應用，但均易在短期內黃變。

### 轉化型清漆
適用需快速固化、堅硬飾面的場合（如廚櫃、辦公家具）。分兩部分：樹脂與酸性催化劑。樹脂為氨基樹脂與醇酸樹脂混合物，酸性催化劑按製造商比例於使用前添加。多數產品極少黃變。但此飾面有兩項缺點：一是固化時釋放有毒且致癌的甲醛；二是塗層過厚可能開裂或龜裂。

## 外部連結
- 桐油與亞麻籽油 by Steven D. Russel

樂器用清漆
- 小提琴等樂器用清漆 (archive.org)
- 僅用五種材料製作聲學驗證清漆的指導 by Keith Hill

Template:Non-timber forest products